# Vacoas-Phoenix
Vacoas-Phoenix è una città della Repubblica di Mauritius.
La città si trova nel Distretto di Plaines Wilhems, circa 20 km a sud di Port Louis, cui è collegata tramite una ferrovia. È la terza città dell'isola per numero di abitanti (110 000 nel 2024) ed è il più grande comune dell'isola Mauritius.
Vacoas-Phoenix conseguì lo status di città nel 1963 e fu elevata a rango di comune nel 1968. In origine l'area comunale era di 13,22 km², ma con l'annessione nel 1991 di numerose località e territori limitrofi ha raggiunto un'estensione di 54 km².

## Toponimo
- Vacoas: Vacoas è il nome di una pianta la cui denominazione scientifica è "Pandanus, trovata in grande quantità in questa regione. In passato, le foglie di questa pianta furono utilizzate per fare borse e stuoie.

- Phoenix: Phoenix è una città di importanza secondaria che porta il nome di un'area adibita a coltivazione di zucchero durante la seconda metà dell''800, in cui confluiscono due fiumi, la Rivière du Mesnil e la Rivière Sèche. Phoenix è anche una varietà di palma coltivata nelle regioni miti.

Nel 1968, quando la città di Vacoas-Phoenix è stata sollevata al rango di Comune, il Consiglio decise l'adozione di uno stemma cittadino e nel giugno del 1970 approvò un disegno presentato dal College of Arms di Londra. Entro la fine dell'anno la città era dotata di una sua stemma e di un motto, Copia et Concordia, ovvero "prosperità e armonia".